# Йоган IV (маркграф Бранденбургу)
Йоган IV (*Johann IV, бл. 1261—1305) — маркграф Бранденбург-Штендаля у 1304—1305 роках.

## Життєпис
Походив з династії Асканіїв. Старший син Конрада I, маркграфа Бранденбург-Штендаля, та Констанції (доньки Пшемисла I, князя Великої Польщі). Народився приблизно 1261 року. Про молоді роки нічого невідомо. У 1286 році стає співволодарем свого батька. Разом з ним керує та бере участь у походах. За відсутності Конрада I керував родинними маєтностями разом з другим братом Отто VII (від 1291 року).
У 1302 році одружився з Ядвігою, донькою представника Сілезької гілки П'ястів — Генріха V, князя Легніцького та Бжецького. У 1304 році після смерті батька стає співправителем своїм стрийків Генріха I та Отто IV, а також стриєчним братом Конрадом II. Проте вже 1305 року Йоган IV раптово помер. Поховано в абатстві Корін.